# Fisksätra
Fisksätra – miejscowość (tätort) w Szwecji, w regionie administracyjnym (län) Sztokholm, w gminie Nacka.
Według danych Szwedzkiego Urzędu Statystycznego liczba ludności wyniosła: 8117 (31 grudnia 2015), 8334 (31 grudnia 2018) i 8185 (31 grudnia 2019).